# Línia Castellbisbal / el Papiol - Mollet

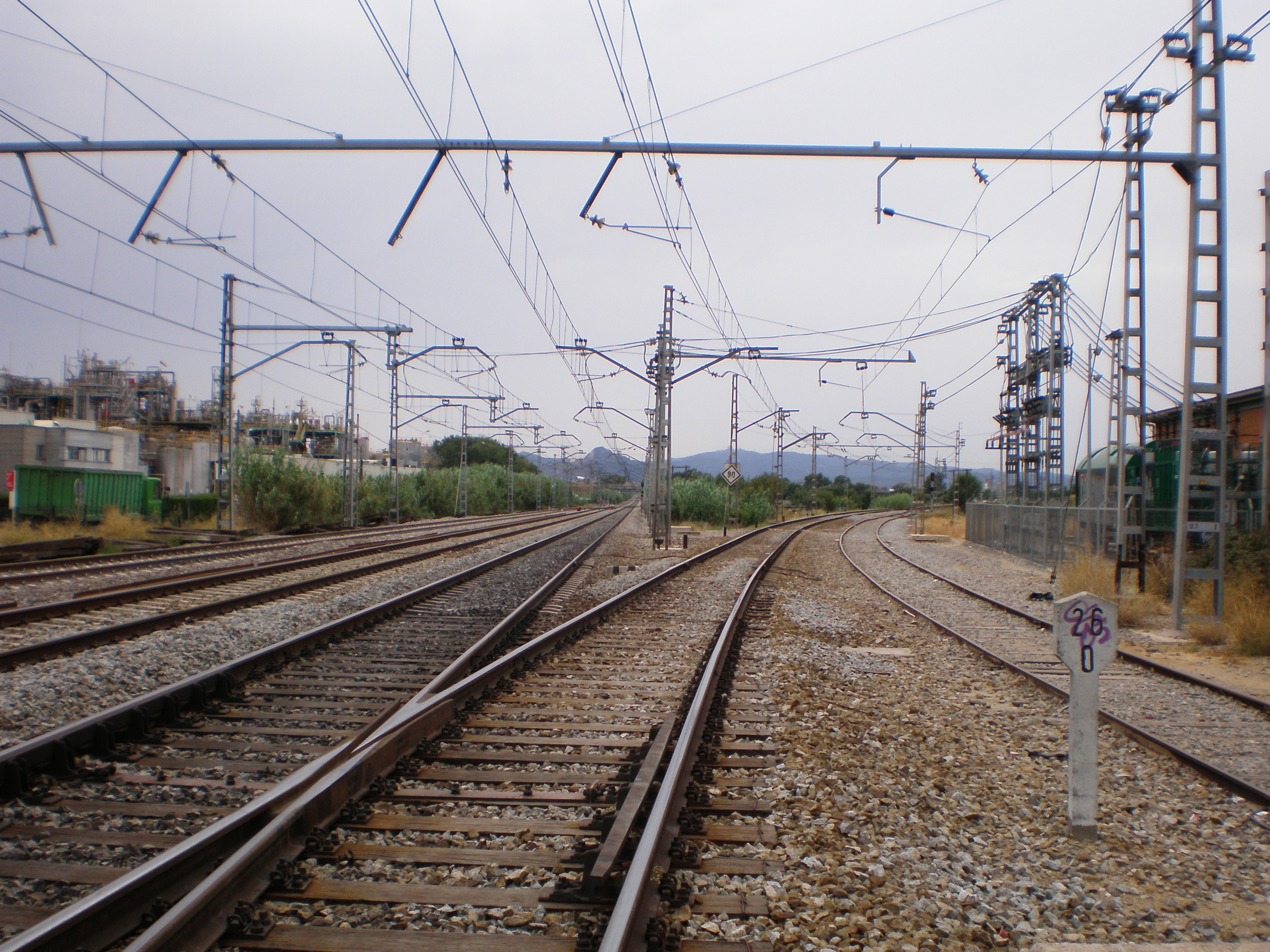
Inici de la línia a Mollet del Vallès

La línia Castellbisbal / el Papiol - Mollet o ramal del Vallès és una línia de ferrocarril catalana propietat de l'Administrador d'Infraestructures Ferroviàries (Adif) que connecta la línia de Vilafranca amb la línia de Girona travessant el Vallès. La línia comença amb un enllaç amb les estacions de Castellbisbal i el Papiol i acabava amb l'enllaç a la línia de Girona a Mollet del Vallès.
La línia és d'ample mixt (ibèric i estàndard) i doble via i els serveis que transcorren per la línia són de rodalia, regional i/o mercaderia.
A més d'aquests enllaços hi ha una connexió amb una tercera línia, la línia de Barcelona-Manresa, que permet connectar en sentit Barcelona amb l'estació de Cerdanyola del Vallès.

## Característiques generals

### Serveis ferroviaris
A més de trens de mercaderies d'ample ibèric, per la línia hi circulen trens de la R8 de Rodalies de Catalunya operat per Renfe Operadora, connectant Martorell Central amb Granollers Centre i trens de la R7 Cerdanyola Universitat i Fabra i Puig, transcorre només per un petit tram de la línia entre Cerdanyola Universitat i surt per anar cap a Cerdanyola del Vallès per la línia de Manresa.
| Servei                                                                                     | Terminal servei        | Inici línia            | Fi línia              | Terminal servei   |
| ------------------------------------------------------------------------------------------ | ---------------------- | ---------------------- | --------------------- | ----------------- |
|                                                                                            | Cerdanyola Universitat | Cerdanyola Universitat | Cerdanyola del Vallès | Fabra i Puig      |
|                                                                                            | Martorell Central      | Castellbisbal          | Mollet - Sant Fost    | Granollers Centre |
| Es marca l'inici i principi de la línia i la terminal del servei, fora o dins de la línia. |                        |                        |                       |                   |

## Història

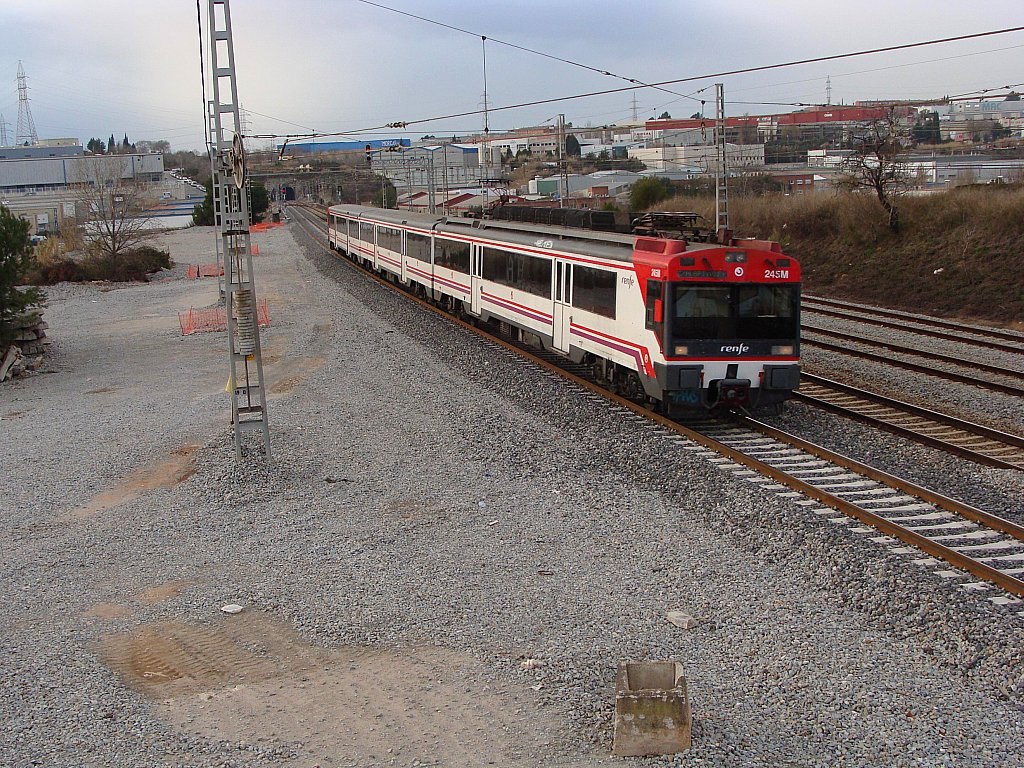
Unitat 440R fa entrada a l'estació de Rubí cobrint la R7 Martorell-Cerdanyola Universitat-Hospitalet.

Aquesta línia es va construir l'any 1982 com a ferrocarril orbital per evitar que els trens de mercaderies passessin per Barcelona, especialment de l'anomenat tren nuclear. Tot i que inicialment només hi passaven trens de mercaderies les estacions ja es van construir juntament amb la línia i no va ser fins al 1995 que l'estació de Cerdanyola Universitat hi van parar trens de Rodalies, i el 23 de maig de 2005 es va posar en funcionament la R7 de Rodalies Barcelona, inaugurada oficialment el dia 16 de maig, donant servei a les estacions de Cerdanyola Universitat, Rubí Can Vallhonrat i Sant Cugat-Coll Favà.
La línia s'està adequant per a instal·lar un tercer carril a les vies per permetre el trànsit de trens d'ample estàndard i ibèric, permetent així la nova circulació de mercaderies de la LAV Madrid - Barcelona - Frontera Francesa.